# Enric Franco i Fontanillas
Enric Franco i Fontanillas (Barcelona, 1852 — Barcelona, 21 de novembre de 1900) va ser un dramaturg, poeta i traductor català.
Col·laborà a "La Rondalla" (1874) i "La Bandera Catalana" (1875). Traduí al català i publicà a Lo Gai Saber les obres Èdip Rei de Sòfocles (1878), Ifigènia a Tàurida, d'Eurípides (1880) i Els cavallers, d'Aristòfanes (1882-83).
Enric Franco morí el 21 de novembre de 1900 a causa d'una albuminúria, segons la inscripció del registre civil.